# Nichi Vendola
Nicola Maria Vendola, detto Nichi (Bari, 26 agosto 1958), è un politico italiano, deputato dal 1992 al 2005, presidente nazionale di Sinistra Ecologia Libertà fino al 2016, oltre che presidente della Regione Puglia dal 2005 al 2015. Dal 26 novembre 2023 è presidente nazionale di Sinistra Italiana.

## Biografia
Nato a Bari, terzogenito di due fratelli e una sorella, cresce a Terlizzi (Bari), figlio di Francesco Vendola, impiegato alle poste e consigliere comunale di Terlizzi per oltre 18 anni (1963-1978) per il Partito Comunista Italiano (PCI), nonché eletto sindaco del comune nel 1970; e di Antonietta, casalinga.
Il diminutivo "Nichi" gli viene dato dai genitori in omaggio al leader dell'Unione Sovietica Nikita Chruščëv, di cui avevano simpatia in quanto promotore della destalinizzazione alla fine degli anni '50.
Consegue il diploma presso il Liceo Scientifico-Linguistico "O. Tedone" di Ruvo di Puglia e successivamente si laurea in Lettere presso l'Università di Bari "Aldo Moro" con una tesi su Pier Paolo Pasolini, relatore Arcangelo Leone de Castris. In gioventù ha dichiarato di essere stato allievo di monsignor Antonio Bello.
Al momento di svolgere il servizio militare di leva, presenta obiezione di coscienza. Nel 1978 si dichiara omosessuale e negli anni '80 è stato tra i promotori e fondatori dell'associazione Arcigay e della Lega italiana per la lotta contro l'AIDS (Lila). È iscritto dal 1991 all'Ordine dei Giornalisti della Puglia.

### Prime attività politiche
Nel 1972 s'iscrive alla Federazione Giovanile Comunista Italiana (FGCI), militando nella sezione di Terlizzi del PCI fino al 1984, quando si trasferisce a Roma. Nel 1985 viene chiamato a far parte dell'esecutivo nazionale come responsabile centri per l'ambiente. In tale veste si schiera subito coi contrari all'uso di centrali nucleari.
Alle elezioni politiche del 1987 viene candidato alla Camera nelle liste del PCI del Lazio, appoggiato da Arcigay e dalla rivista Babilonia, ottenendo 10 764 preferenze e non risultando eletto. L'anno dopo lascia la sua carica nella FGCI e diventa giornalista per il settimanale comunista Rinascita. Contrario alla svolta della Bolognina promossa da Achille Occhetto nel novembre 1989, al penultimo congresso del PCI del marzo 1990 è tra i 105 dirigenti eletti nel comitato centrale per la mozione di Pietro Ingrao.

### In Rifondazione Comunista
Sciolto il PCI, aderisce al Movimento per la Rifondazione Comunista e lavora nella prima redazione di Liberazione, il settimanale del futuro Partito della Rifondazione Comunista. In questo partito rimane fino al 2009, quando guida la scissione del Movimento per la Sinistra.
Alle elezioni politiche del 1992 viene eletto con 5 448 preferenze alla Camera dei deputati per la prima volta, essendo il candidato del PRC più votato a Bari e Foggia. Da allora rimane alla Camera fino al 2005, quando si dimette essendo stato eletto Presidente della Regione Puglia. Nel 1993 dentro Rifondazione è vicino alle posizioni del segretario Sergio Garavini, antagonista di Armando Cossutta. Nel 1994 entra nella Commissione parlamentare antimafia e viene eletto segretario.
A marzo 1995 è tra i garaviniani che, in dissenso con quanto deciso dal partito, votarono in Parlamento a favore della manovra economica del governo Dini insieme con Partito Democratico della Sinistra, Lega Nord e Partito Popolare Italiano. Due mesi dopo però non partecipò alla scissione del Movimento dei Comunisti Unitari, promossa dagli altri dissidenti.

Nel 1995 fu presente al Festival di Sanremo, in cui, con lo pseudonimo di Alce e Martello, prese parte al gruppo La Riserva Indiana, accompagnando sul palco dell'Ariston David Riondino e Sabina Guzzanti durante l'esecuzione della canzone Troppo sole.

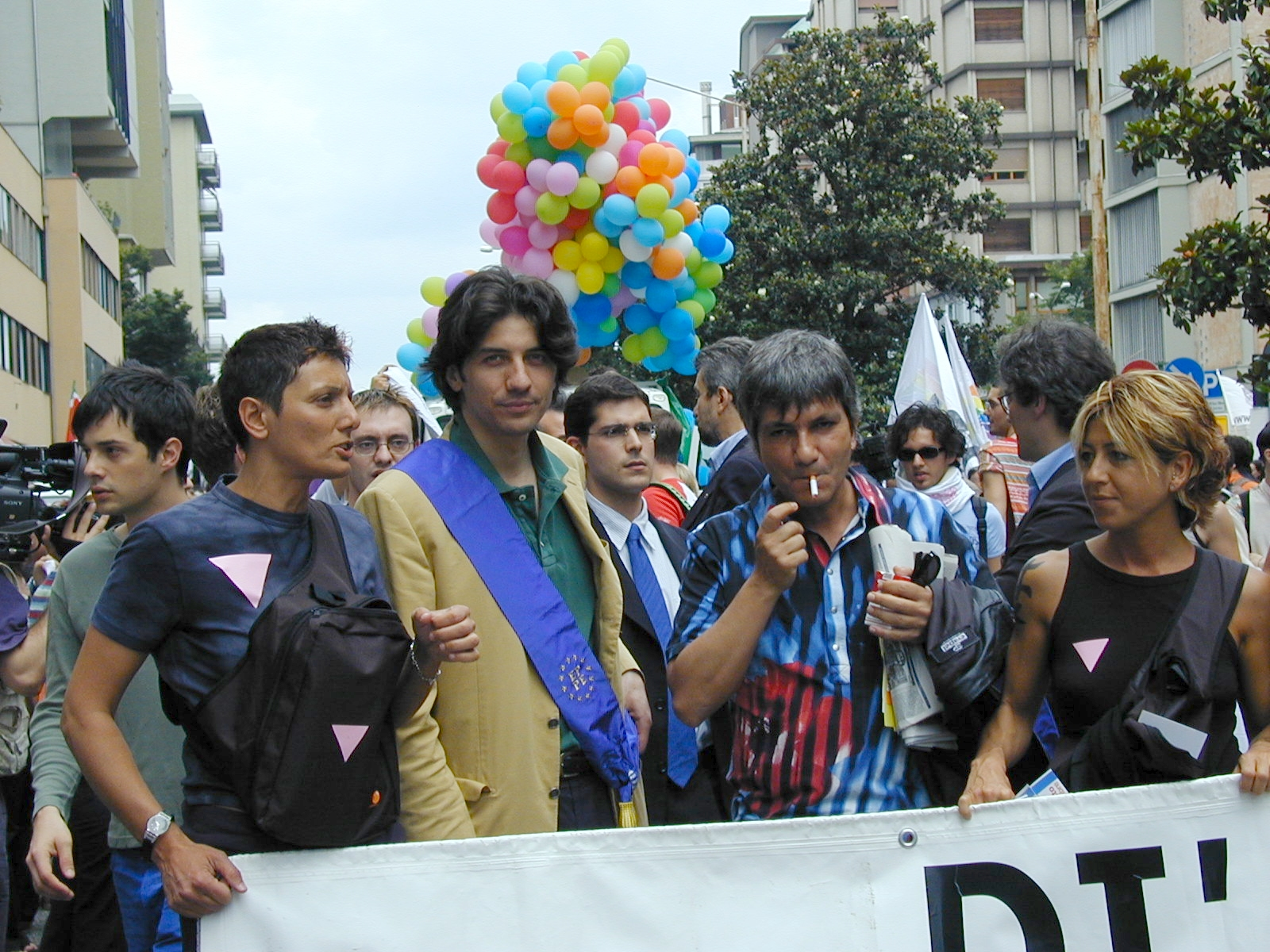
Padova Pride 2002; da sinistra: Imma Battaglia, Marco Cappato, Daniele Capezzone (sullo sfondo) e Nichi Vendola

Dal dicembre 1996 fino allo scioglimento è stato vicepresidente della Commissione Antimafia; più volte oggetto di intimidazioni dovette ricorrere alla scorta. Nel 1998 denunciò il cosiddetto verminaio Messina, che portò alle dimissioni del sottosegretario all'Interno Angelo Giorgianni.
Negli anni del governo Prodi I, Vendola è tra i primi sostenitori del segretario del PRC Fausto Bertinotti contro il presidente Armando Cossutta. Negli anni successivi Vendola si schiera sempre nell'area bertinottiana del suo partito.
Alle elezioni europee del 2004 Vendola viene candidato al Parlamento europeo, tra le liste di Rifondazione Comunista nella circoscrizione Italia meridionale, raccogliendo 38 746 preferenze ma risultando il primo dei non eletti (e il candidato di Rifondazione più votato dopo Bertinotti). Tre mesi dopo il PRC decide di proporre Vendola come candidato unico del centro-sinistra alla presidenza della regione Puglia.

### Presidente della Regione Puglia

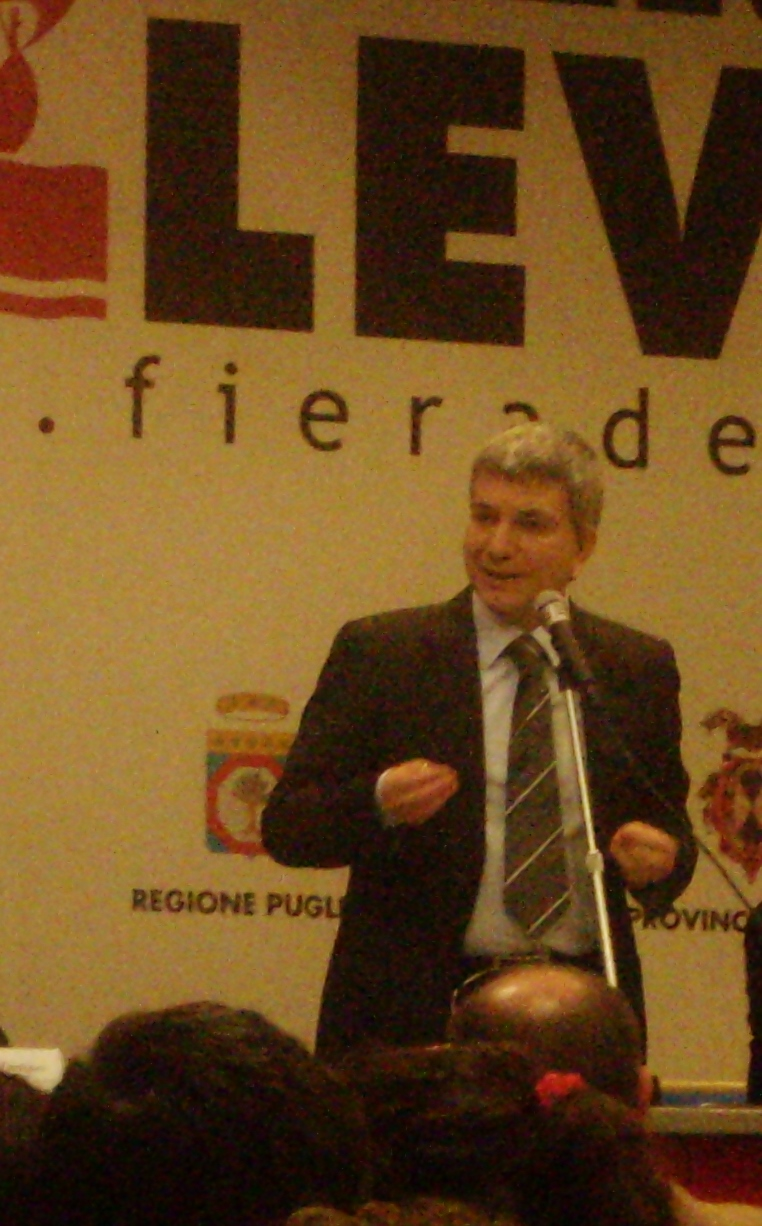
Nichi Vendola alla Fiera del Levante di Bari nel 2009

In vista delle elezioni regionali in Puglia del 2005, si candida alle elezioni primarie del centro-sinistra per la scelta del candidato presidente della Regione Puglia, dove il 16 gennaio Vendola vince ottenendo il 50,9% dei voti (40 358) sconfiggendo Francesco Boccia, economista de La Margherita supportato da Massimo D'Alema, che ottiene il 49,1% (38.676).
Alla tornata elettorale si presenta sostenuto dalla coalizione di centro-sinistra L'Unione, formata da Democratici di Sinistra, La Margherita, Rifondazione Comunista, Socialisti Democratici Italiani, UDEUR (con candidati di Rinnovamento Puglia), Comunisti Italiani, Socialisti Autonomisti - MRE - PSDI, Italia dei Valori, Verdi, Democratici Cristiani Uniti, Partito Pensionati e la lista civica La Primavera Pugliese, dove vince con un margine molto ristretto, ottenendo il 49,84% dei voti contro il 49,24% di Raffaele Fitto, candidato del centro-destra e presidente uscente, divenendo così il primo presidente della Puglia di estrazione politica comunista ed il primo capo di un governo regionale in Italia dichiaratamente membro della comunità LGBT. Nello stesso anno si dimette dalla carica di deputato, venendo sostituito da Maria Celeste Nardini.
L'amministrazione Vendola si caratterizza, secondo alcuni analisti di politiche pubbliche, per alcune riforme innovatrici, come la forte importanza attribuita alla partecipazione, o le politiche in materia di energia rinnovabile. Dall'altro lato però sconta una diffusa resistenza a rompere equilibri consolidati, da parte sia della struttura amministrativa sia degli stessi partiti della maggioranza, che finiscono quindi per causare il fallimento di alcune delle riforme previste, oltre a scandali di corruzione e illeciti che comporteranno alcuni rimpasti di giunta.

#### Acqua e energia
Durante il primo mandato di Vendola la regione Puglia diventa la prima regione in Italia a dotarsi di un piano energetico ambientale e di un sistema di regole che favoriscono lo sviluppo delle fonti alternative, rendendola nel 2009 la prima regione italiana per produzione di energie rinnovabili (eolica e solare).
Per quanto riguarda la gestione del servizio idrico Vendola nel 2005 nomina Riccardo Petrella a capo dell'Acquedotto Pugliese, la società che gestisce l'approvvigionamento idrico in tutta la regione. Il presidente entra però in contrasto con Petrella sulla priorità da dare alla trasformazione della società per azioni in un ente di diritto pubblico, sostituendolo nel 2007 con Ivo Monforte, che rimarrà in carica sino al 2012. Quest'ultimo in cinque anni di gestione riduce le perdite della rete dal 60 al 35%, sana il bilancio arrivando a un profitto di 40 milioni di euro, aumenta gli investimenti e reinternalizza alcuni servizi come il trattamento delle acque reflue. La regione nel 2012 introduce inoltre "tariffe sociali" scontate per 340 000 famiglie. Nel 2009 la giunta regionale apre un tavolo di confronto con i movimenti per l'acqua pubblica e l'anno successivo tenta di trasformare la società in ente pubblico, ma la riforma viene bloccata tre anni dopo dalla Corte Costituzionale. Il rapporto con i movimenti per l'acqua pubblica è stato tuttavia altalenante, con accuse alla giunta Vendola di adottare riforme soltanto a ridosso delle elezioni e di mantenere una logica privatistica nel tempo rimanente. A tale proposito sono stati criticati l'aumento delle tariffe, i quasi 500 licenziamenti, le dismissioni di patrimonio, le sospensioni della fornitura agli utenti morosi e gli sforamenti dei parametri degli inquinanti.

#### Sanità
In occasione delle elezioni regionali del 2005 uno dei principali motivi del successo di Vendola era stata l'opposizione al piano di riduzione dei reparti ospedalieri proposto da Raffaele Fitto. Al governo fa inizialmente una (controversa) scelta di continuità con le precedenti gestioni nominando come assessore il socialista Alberto Tedesco. La gestione Tedesco è caratterizzata dalla riforma che nel 2007 riduce le ASL da 12 a 6, da iniziative per la territorializzazione dei servizi, da riforme amministrative interne (con alcuni esperimenti partecipativi nei confronti delle associazioni di cittadini), dalla riduzione dei posti letto e da un aumento dei costi, arrivando a un deficit del 4%. Nel 2009 Tedesco viene costretto però alle dimissioni a seguito di vicende giudiziarie ed è sostituito da Tommaso Fiore, indipendente vicino a Vendola, alla guida del sistema sanitario pugliese. Sotto la gestione Fiore nel 2011 viene avviato un piano di rientro del deficit, mentre la politica di maggior rilievo è stata la creazione di una rete dialitica pugliese. Il sociologo Onofrio Romano ha criticato la politica sanitaria vendoliana, sostenendo che le riforme approvate sulla carta non si siano poi effettivamente concretizzate, tranne per specifici aspetti come le dialisi, segnando quindi una sostanziale continuità col sistema esistente.

#### Altri ambiti
Uno degli elementi più pubblicizzati dalla giunta Vendola è la partecipazione, con l'istituzione di un Assessorato alla Trasparenza e alla Cittadinanza attiva e l'avvio di pratiche partecipative: inizialmente incentrate sull'allocazione dei fondi strutturali europei, vengono poi estese a diversi altri ambiti (tutela delle coste, sport, salute, politiche giovanili, ecc), rendendo la Puglia secondo osservatori esterni un "laboratorio delle politiche partecipative".
Fra le altre iniziative promosse dalla regione Puglia durante gli anni di presidenza di Vendola vi sono l'Apulia Film Commission, che ha visto la realizzazione dei cineporti di Bari e Lecce, e la Puglia Sounds. 
I due enti hanno il compito di promuovere l'industria cinematografica e quella musicale nella regione.
Altre critiche vengono mosse sul versante delle consulenze professionali che al 2006 sarebbero ammontate a oltre 500 con più di 11 milioni di euro di cachet versati dalla regione.

### Scissione dal PRC e nascita di Sinistra Ecologia Libertà
Dopo l'esperienza della Sinistra Arcobaleno, al VII congresso del PRC Vendola è primo firmatario della mozione congressuale "Manifesto per la Rifondazione", che riflettendo sulla portata della sconfitta storica subita alle elezioni dell'aprile 2008, proponeva una costituente per creare un nuovo partito che rappresentasse l'intera sinistra con Sinistra Democratica, Unire la Sinistra e la Federazione dei Verdi.
La mozione riporta la maggioranza relativa dei consensi (47,3%), ma non viene approvata dalla maggioranza congressuale del PRC.

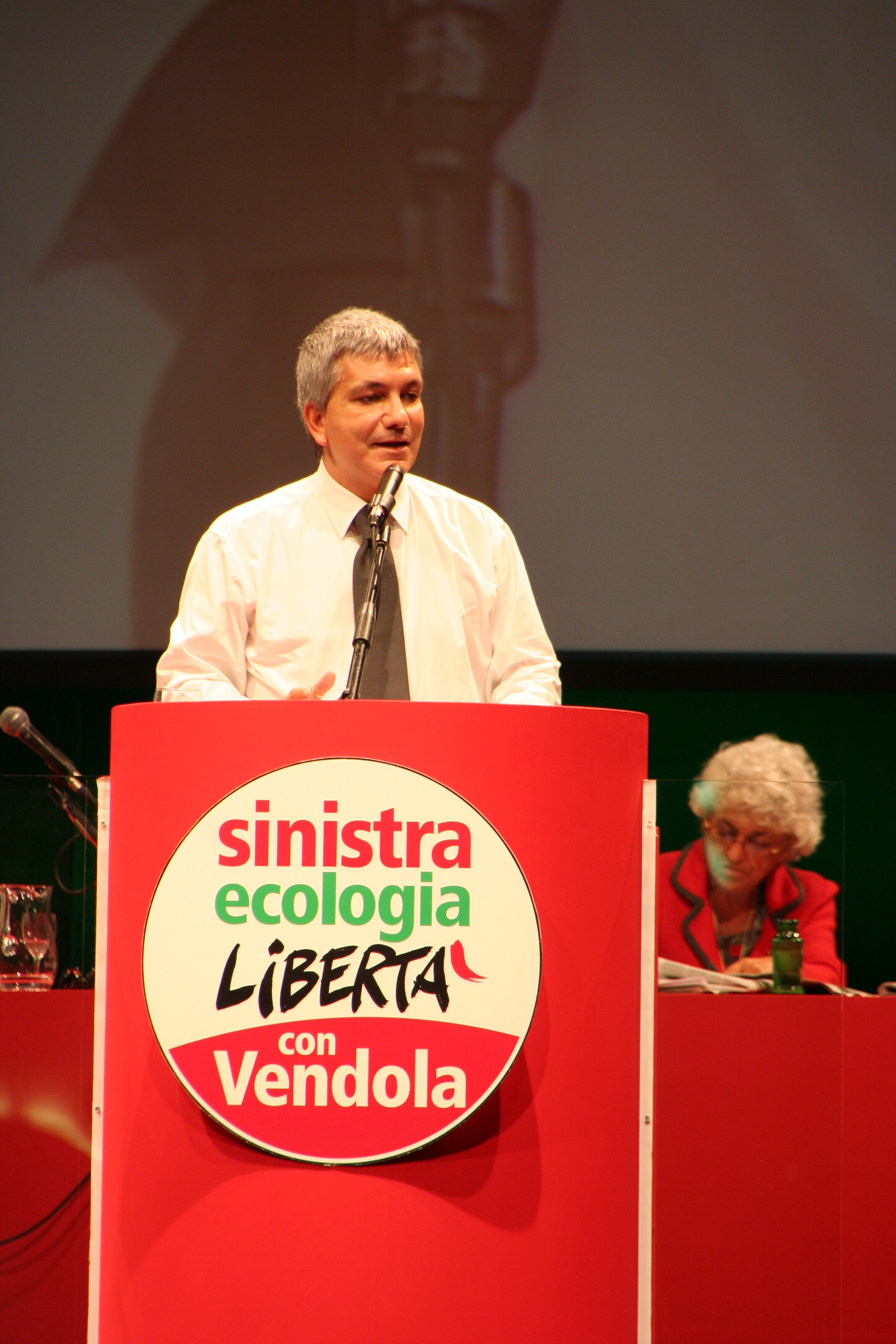
Vendola a un congresso di SEL

Il 21 gennaio 2009 Vendola lascia il partito e fonda il Movimento per la Sinistra assieme ad altri fuoriusciti da Rifondazione Comunista, dichiarando di volersi impegnare in un percorso di costituzione di un nuovo soggetto politico che riunisca le diverse anime della Sinistra italiana. In vista delle elezioni europee del giugno successivo viene lanciata "Sinistra e Libertà", una lista comune tra Movimento per la Sinistra, Federazione dei Verdi, Partito Socialista, Sinistra Democratica e altre formazioni minori.
Alle elezioni europee del 2009 Vendola viene candidato in tutte le circoscrizioni elettorali italiane con la lista di Sinistra e Libertà, ottenendo complessivamente circa 220 000 preferenze (117 753 nella circoscrizione Meridionale, 43 092 nella circoscrizione Centrale, 25 152 nella circoscrizione Nord-Occidentale, 17 015 nella circoscrizione Nord-Orientale e 16 266 nella circoscrizione Isole). La lista tuttavia non supera il quorum del 4% e quindi non elegge nessun eurodeputato.
A seguito della sconfitta elettorale, FdV e PSI si ritirano dal progetto di SeL. Gli altri soggetti che avevano dato vita alla lista decidono di procedere da soli (assieme a una parte dei Verdi fuoriusciti dal partito), e fondano un nuovo partito unitario: "Sinistra Ecologia Libertà". A Roma, il 19 e 20 dicembre 2009, si tiene l'assemblea costituente durante la quale viene presentato il nuovo simbolo ed eletto il nuovo coordinamento nazionale; Vendola è eletto come portavoce. 
Al primo congresso di Sinistra Ecologia e Libertà, tenutosi nell'ottobre 2010 al Teatro Saschall di Firenze, Vendola viene poi eletto Presidente, all'unanimità, dai 1 500 delegati del partito.

### Le "fabbriche di Nichi" e le elezioni regionali del 2010

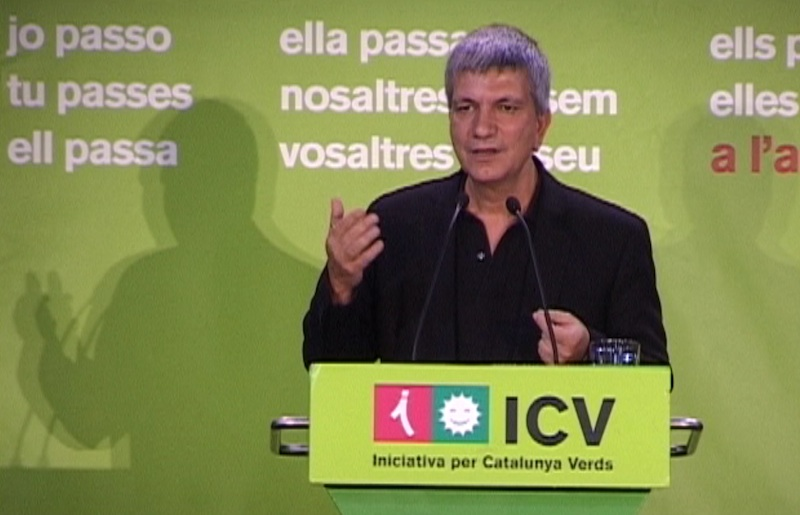
Vendola a Barcellona nel 2011

In vista delle elezioni regionali in Puglia del 2010, l'area dalemiana del PD chiese a Vendola di rinunciare alla ricandidatura. Il presidente uscente decise tuttavia di ricandidarsi, quindi i partiti della coalizione svolsero elezioni primarie in cui Vendola riuscì a imporsi per la seconda volta su Francesco Boccia (67,24% contro il 32,76%), divenendo quindi il candidato del centrosinistra per le elezioni pugliesi. A marzo 2010 Vendola viene riconfermato presidente della Puglia alle elezioni regionali, che lo vedono vincitore con il 48,69% dei voti, contro il 42,25% del principale avversario, il candidato del centrodestra Rocco Palese.
Durante la campagna elettorale per le primarie nascono "Le fabbriche di Nichi", gruppi informali di volontari da tutta la Puglia (e poi da tutta Italia) che si presentano come spazi di partecipazione esterni ai partiti, contrassegnati da un forte uso delle nuove tecnologie dal basso e una forte attenzione ai giovani, con l'obiettivo di promuovere un nuovo modo di fare politica, basato sull'inclusione e sull'innovazione comunicativa. Alla fine della campagna elettorale per le regionali le fabbriche saranno circa 200. Secondo le analisi più favorevoli le fabbriche sarebbero state una "cerniera" tra la politica e le nuove forme di espressione politica della società. Tra le analisi più critiche invece il sociologo Onofrio Romano ne ha criticato la struttura verticistica (definita "postdemocratica") dai tratti "cesaristici", evidenziando come in esse non venissero prese decisioni vincolanti; mentre Franco Cassano ha sostenuto che le fabbriche si fossero progressivamente trasformate da strumento di partecipazione alla politica in mera macchina comunicativa. Secondo Damiani infine le fabbriche sarebbero state una struttura "leggera", che aveva lo scopo sia di potersi mobilitare in campagna elettorale, sia di coinvolgere una fascia di popolazione giovanile altrimenti estranea alla politica, con un ruolo quindi complementare rispetto a SEL. Sui mass media il dibattito sulle "fabbriche" è stato legato soprattutto al fatto che diversi organizzatori della rete avevano incarichi all'interno delle istituzioni regionali o in aziende partecipate.

### Candidatura alle primarie del centro-sinistra "Italia. Bene Comune"

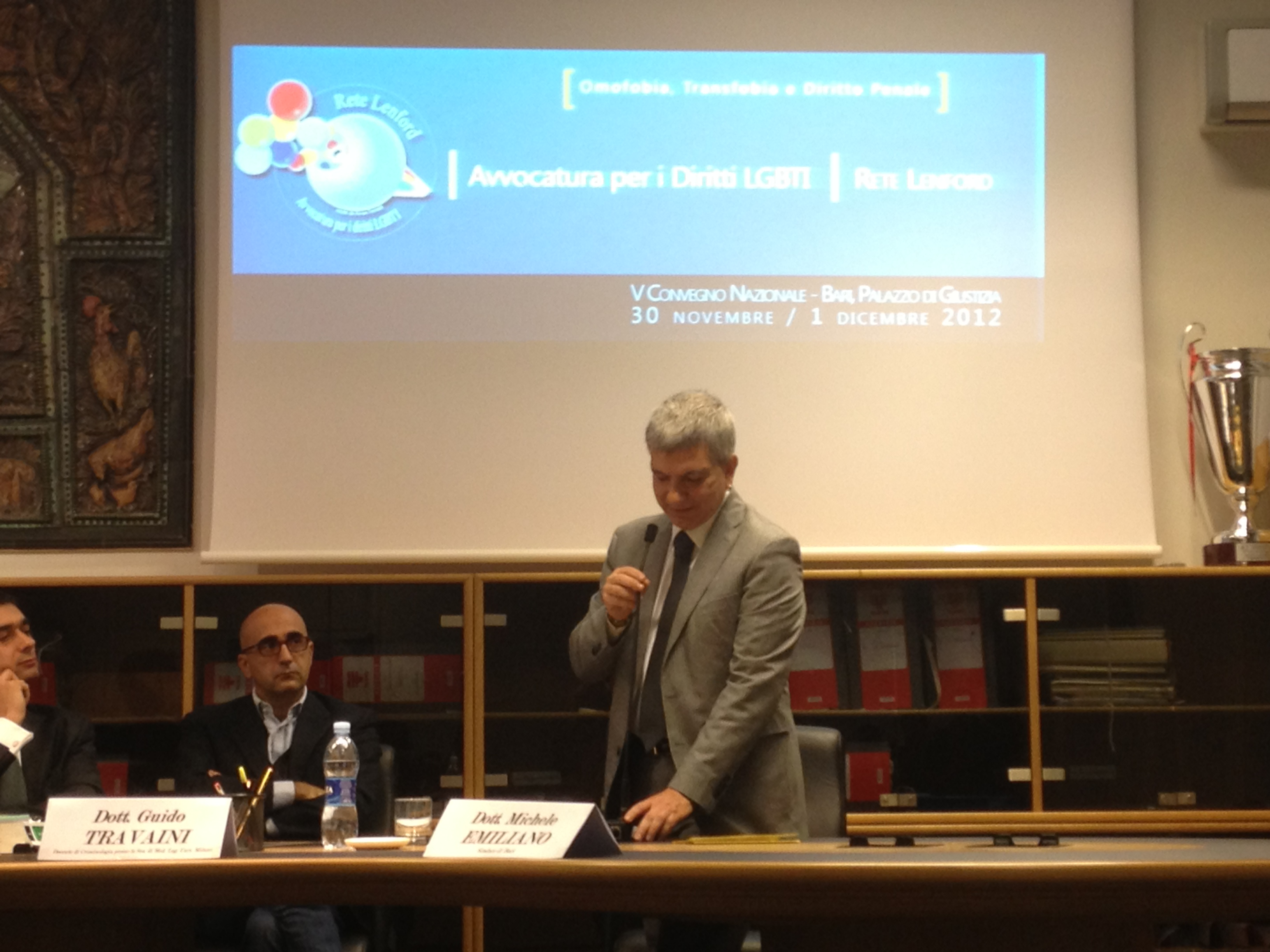
Vendola in un intervento al Convegno Nazionale di Avvocatura per i diritti LGBTI - Rete Lenford del 2012.

Nel luglio 2010 Vendola esprima la volontà di presentare la sua candidatura alle elezioni primarie che si sarebbero tenute nell'ambito del centrosinistra, per individuare il leader della coalizione che si sarebbe presentato alle successive elezioni politiche.
Il 1º agosto 2012 il leader di SEL, dopo un incontro col segretario del Partito Democratico, Pier Luigi Bersani, ufficializza la sua candidatura alle primarie del centrosinistra per la candidatura a capo del governo con il centrosinistra. Oltre a Vendola, candidati sono il segretario del PD Pier Luigi Bersani, il sindaco di Firenze Matteo Renzi (PD), il consigliere della Regione Veneto Laura Puppato (PD) e l'assessore al Bilancio del Comune di Milano Bruno Tabacci. Oltre al proprio partito, Vendola viene sostenuto anche dal Pdci di Oliviero Diliberto. Tra i personaggi pubblici spicca il sostegno dell'ecclesiastico don Andrea Gallo.
Al centro del suo programma - con lo slogan Oppure Vendola - ci sono temi sociali come lavoro, diritti civili, scuola e università pubbliche (nel programma si prevede anche l'abolizione del numero chiuso per l'iscrizione alle facoltà universitarie per le quali è previsto) e una forte rottura rispetto alle politiche rigoriste del governo Monti.
Al primo turno delle elezioni primarie di "Italia. Bene Comune" svolte il 25 novembre 2012 Vendola si posiziona terzo tra i cinque candidati con 485 689 voti pari al 15,6%, non riuscendo ad accedere al ballottaggio, che si sarebbe disputato tra Bersani e Renzi. I risultati migliori li ottiene nella sua regione, la Puglia, nel mezzogiorno e a Roma. Il 30 novembre 2012 Vendola annuncia il suo appoggio a Pier Luigi Bersani per il secondo turno delle primarie.

### Elezioni politiche del 2013
Alle elezioni politiche del 2013 Vendola è capolista del suo partito in tutte le regioni d'Italia per la Camera. SEL fa il suo ingresso per la prima volta nel Parlamento italiano con 37 deputati e 7 senatori, mentre Vendola risulta eletto per la quinta volta. Il 6 marzo 2013 annuncia però che sarebbe rimasto alla guida della Regione Puglia, rinunciando così al seggio alla Camera. Il 10 aprile 2013 formalizza le sue dimissioni da deputato.

### Fine della presidenza pugliese e scioglimento di SEL
In vista delle regionali pugliesi del 2015, al termine del secondo mandato da presidente, Vendola non si ricandida e sostiene il candidato del centrosinistra, l'ex sindaco di Bari Michele Emiliano.
Il 17 dicembre 2016 viene decretato lo scioglimento di SEL dall'Assemblea Nazionale per confluire in Sinistra Italiana, il cui congresso fondativo si conclude il 19 febbraio 2017. Vendola ha fatto parte della direzione nazionale della nuova formazione senza ricoprire alcun incarico esecutivo fino al 26 novembre 2023 quando, su proposta del segretario Nicola Fratoianni, viene eletto presidente del partito al termine del congresso.

## Gli insulti omofobi ricevuti
Nel corso della sua carriera politica, Vendola ha ricevuto insulti ed attacchi per la propria omosessualità.
Il 27 aprile 1987 L'Espresso pubblica un'intervista di Gad Lerner con Jurij Sotzov, caporedattore di Komsomol'skaja Pravda, la rivista dei giovani del PCUS. In essa Lerner fece notare al suo interlocutore che nella FGCI vi era il militante gay Vendola e che quindi avrebbe potuto capitargli di doverlo ricevere ufficialmente. La risposta di Sotzov, dopo un lungo silenzio imbarazzato, fu: «sinceramente proverei solo della repulsione». Vendola ricevette la solidarietà immediata del suo partito e l'Unità definì il giorno dopo «oscurantista e grossolana» la battuta del giornalista sovietico.
Nel 2012 venne insultato dall'assessore del PD del comune di Ferrara Luigi Marattin. Il 21 gennaio 2013 l'addetto stampa del gruppo consiliare del PdL alla Regione Sardegna Paolo Trudu rispose all'affermazione del presidente pugliese, il quale aveva detto che nel partito di Berlusconi sentiva «profumo di camorra», con la frase: «Vendola vecchia isterica. Da sinistra odore di becero frociame». Nell'ottobre 2013 Alessandro Morelli, capogruppo della Lega Nord presso il Comune di Milano, pubblicò su Facebook un'immagine di Vendola con la scritta «Gay e pedofilo». Il giorno successivo lo stesso Morelli si scusò.

## Procedimenti giudiziari
- Nel febbraio del 2009 Vendola risulta indagato per presunte pressioni relative alle nomine di alcuni dirigenti della sanità pugliese; il G.I.P. archivia la sua posizione non ritenendo che vi siano profili "penalmente rilevanti".[92]
- L'11 aprile 2012 Vendola rende noto di essere indagato per concorso in abuso d'ufficio in merito alla nomina di un primario all'ospedale San Paolo di Bari.[93] Tale accusa gli è rivolta dall'ex dirigente dell'Asl di Bari, Lea Cosentino, la quale fu sollevata dal suo incarico dal governatore pugliese.[94] Il 25 ottobre 2012 i pubblici ministeri chiedono per Vendola il rinvio a giudizio e una condanna a 20 mesi di reclusione.[95] Il 31 ottobre 2012 Vendola, che aveva scelto il rito abbreviato per farsi giudicare in udienza preliminare, viene assolto dal Tribunale di Bari con formula piena,[96] insieme con l'altra imputata Lea Cosentino, perché il fatto non sussiste.[97] Il 21 febbraio 2013 il settimanale Panorama asserisce che il giudice Susanna De Felice che assolse Vendola era un'amica della sorella; a carico del giudice viene aperta un'indagine interna alla magistratura.[98] Pochi giorni dopo il procuratore della Repubblica di Lecce chiede l'archiviazione per il giudice, stabilendo che più che di conoscenza o amicizia si sarebbe dovuto parlare di una frequentazione occasionale tra il giudice e la sorella del presidente, ovvero non di un rapporto che avrebbe mai potuto compromettere la serenità di giudizio della De Felice.[99] In data 17 febbraio 2015 viene assolto anche in appello, al termine di un'unica udienza, ugualmente "perché il fatto non sussiste".[100]
- Il 12 aprile 2012 Vendola riceve un nuovo avviso di garanzia, riguardante i reati di abuso d'ufficio, peculato e falso, per una transazione da 45 milioni di euro tra la Regione Puglia e l'ospedale ecclesiastico Miulli di Acquaviva delle Fonti.[101][102] Secondo il delegato dell'ospedale, la transazione non è mai stata eseguita.[103] Il 3 ottobre 2013 il procuratore aggiunto della Procura di Bari, Lino Giorgio Bruno, ha chiesto l'archiviazione per Nichi Vendola, l'ex senatore del Pd Alberto Tedesco, l'ex assessore regionale alla Sanità Tommaso Fiore, e il vescovo monsignor Mario Paciello.[104][105] Il 4 dicembre 2013 il gip del tribunale di Bari ha accolto la richiesta di archiviazione formulata dalla Procura della Repubblica, concludendo così il procedimento.[106]
- Il 30 ottobre 2013 riceve un altro avviso di garanzia dalla Procura di Taranto per il reato di concussione nell'ambito dell'indagine sull'Ilva. Secondo gli inquirenti avrebbe fatto pressioni sul direttore dell'Arpa per chiudere un occhio sui rilevamenti dei veleni di Taranto.[107] Il 6 marzo 2014 i giudici di Taranto ravvisano l'esistenza di elementi per sostenere l'accusa in giudizio nei suoi confronti: è imputato di concussione aggravata in concorso nell'ambito dell'inchiesta sul disastro ambientale causato dall'Ilva. Il 23 luglio 2015 è stato rinviato a giudizio. Il 17 febbraio 2021 il pm chiede una condanna a 5 anni di reclusione.[108] Il 31 maggio 2021, nell’ambito del processo "Ambiente svenduto", presso la Corte d’Assise di Taranto, viene condannato alla pena di 3 anni e 6 mesi di reclusione.[109] Vendola reagisce alla condanna parlando di "giustizia malata", amministrata in modo "spettacolarizzato" e che costituirebbe un "problema per la qualità della democrazia."[110] Nel settembre 2024 la sentenza viene annullata e il processo viene trasferito a Potenza come richiesto dai difensori poiché i giudici di Taranto sarebbero da ritenere parti offese del disastro ambientale vivendo negli stessi quartieri in cui risiedono numerose parti civili e non avrebbero la "giusta serenità" per decidere.[111]

## Vita privata
Il suo compagno è il grafico e creative consultant canadese Ed Testa. Nel febbraio 2016 la coppia ha avuto un figlio, nato in California grazie alla gestazione per altri. Il padre biologico è Ed Testa, che è stato anche l'unico genitore registrato nell'atto di nascita. In Canada all'atto della trascrizione è stata riconosciuta anche la paternità di Vendola, mentre in Italia un tribunale gli ha riconosciuto la possibilità di adottare il bambino l'anno successivo. L'annuncio della paternità di Vendola ha coinciso in Italia col tentativo da parte di Monica Cirinnà di estendere la possibilità di adottare del figlio del partner anche per le coppie omosessuali. La notizia ha quindi generato forti reazioni, sia nei media che sui social network, con toni di critica anche particolarmente virulenti da parte di intellettuali conservatori e politici di centro-destra, alcuni dei quali hanno auspicato l'arresto del politico pugliese e del suo compagno. Sempre nel 2016, Vendola - che è dichiaratamente cattolico e si è espresso contro l'anticlericalismo - e il suo compagno hanno battezzato il figlio.

## Opere
- Prima della battaglia, Eura press, 1983.
- L'omosessualità esce dal ghetto, in "Democrazia e diritto", n. 5, 1984.
- Postfazione a Daniele Panebarco, C'era una volta il '68.... (Autobiografia di una ex-testa di legno), Roma, Edizioni Fgci, 1988.
- Soggetti smarriti. Memoria e presente nel racconto di una passione comunista, Datanews, 1991, ISBN 88-7981-264-5.
- Il mondo capovolto. Cronache minime di fine millennio, Datanews, 1993, ISBN 88-7981-087-1.
- La mafia levantina. Rapporto sulla criminalità organizzata in Puglia, Bari, Edipuglia, 1996, ISBN 88-7228-156-3.
- Presentazione di Nico Lorusso e Ignazio Minerva (a cura di), Le due città. I giorni di Benedetto Petrone, San Cesario di Lecce, Manni, 1997.
- Lamento in morte di Carlo Giuliani. Poesie, Genova, Frilli, 2001, ISBN 88-87923-17-5.
- Prefazione a don Tonino Bello, La teologia degli oppressi. Antologia di scritti e interventi, San Cesario di Lecce, Manni, 2003. ISBN 88-8176-392-3.
- Prefazione a Jean Le Bitoux, Triangolo rosa. La memoria rimossa delle persecuzioni omosessuali, San Cesario di Lecce, Manni, 2003. ISBN 88-8176-399-0.
- Ultimo mare, San Cesario di Lecce, Manni, 2003, ISBN 88-8176-428-8.
- Luigi Ciotti, Dialogo sulla legalità, San Cesario di Lecce, Manni, 2005, ISBN 88-8176-699-X.
- Introduzione a Tu quando scadi? Racconti di precari, San Cesario di Lecce, Manni, 2005. ISBN 88-8176-719-8.
- Cosimo Rossi, Nikita. Un'eccezione che non conferma la regola si racconta, Roma, Manifestolibri, 2005, ISBN 88-7285-393-1.
- Soggetti smarriti. La sfida di un altro mondo possibile, Datanews, 2005, ISBN 978-88-7981-264-1.
- Prefazione ad AA. VV., Le quattro stagioni, Bari, Associazione culturale europea Libri su misura, 2006.
- Prefazione a Ernesto Che Guevara, Creare due, tre, molti Vietnam, Roma, Alegre, 2006.
- Salvatore Natoli, I dilemmi della speranza: un dialogo, Molfetta, La Meridiana, 2006, ISBN 88-89197-91-9.
- Antonio Dambrosio Ensemble, Nichi Vendola, Sempre nuova è l'alba. Omaggio in musica a Rocco Scotellaro, Squilibri, 2007, ISBN 978-88-89009-17-8.
- Prefazione a Rocco D'Ambrosio, Serafino Germinario, un prete scomodo, Bari, Palomar, 2007. ISBN 978-88-7600-191-8.
- Sempre nuova è l'alba. Omaggio in musica a Rocco Scotellaro, con Antonio Dambrosio Ensemble, Roma, Squilibri, 2007. ISBN 978-88-89009-17-8
- Nota introduttiva a Gero Grassi, Il ministro e la brigatista, Bari, Palomar, 2008. ISBN 978-88-7600-266-3.
- Cosimo Rossi, La fabbrica di Nichi, Roma, Manifestolibri, 2010, ISBN 978-88-7285-623-9.
- La sfida di Nichi. Dalla Puglia all'Italia. Cosimo Rossi intervista Nichi Vendola, Roma, Manifestolibri, 2010. ISBN 978-88-7285-661-1.
- Riaprire la partita. Per una nuova generazione di buona politica: i discorsi tenuti al I congresso di Sinistra ecologia libertà, Milano, Ponte alle Grazie, 2010. ISBN 978-88-6220-308-1.
- Prefazione a Tonino Scala, DisOnorevoli. Politica & Camorra: matrimonio all'italiana, Napoli, Il quaderno edizioni, 2011. ISBN 978-88-9061-500-9.
- Presentazione di Edgar Morin, La mia sinistra. Rigenerare la speranza, Trento, Erickson, 2011. ISBN 978-88-6137-750-9.
- C'è un'Italia migliore, con le fabbriche di Nichi, Roma, Fandango, 2011. ISBN 978-88-6044-187-4.
- La vita che vorrei. Un confronto sul vissuto, la politica, il Paese che è stato e quello che potrebbe essere, con Lidia Ravera, Audino, 2012. ISBN 978-88-7527-218-0.
- Postfazione a Tonino Scala, Mala politica. Vent'anni di inciuci, collusioni e misteri, Napoli, Cento Autori, 2013. ISBN 978-88-9712-167-1.
- Vestire gli ignudi, seppellire i morti, Venezia, Marcianum Press, 2016. ISBN 978-88-6512-464-2
- Patrie, Roma, Il Saggiatore, 2021. ISBN 978-88-4282-941-6.
- Postfazione a David Tozzo, L'Ineluttabilità dell'Uguaglianza, Roma, Luiss University Press, 2023. ISBN 978-88-6105-930-6.

## Cinema
- La figura di Vendola ha ispirato il film Nichi, diretto e prodotto da Gianluca Arcopinto, uscito il 6 maggio 2005.[120]
- La sua campagna elettorale per le Elezioni regionali italiane del 2005 è stata raccontata nel documentario C'è un posto in Italia di Corso Salani.[121]
- Ha partecipato al docufilm Focaccia blues, del 2009, nel ruolo di un esercente cinematografico.[122]
- Nel 2010 Andrea Costantino scrive, produce e dirige il film breve Sposerò Nichi Vendola, in concorso nella sezione "Controcampo italiano" alla 67ª Mostra internazionale d'arte cinematografica di Venezia, ispirato alla figura del leader pugliese.[123]
- Nel 2013 partecipa alle riprese di un film sulla passione di Cristo intitolato Il sole dei cattivi. Interpreta un politico (se stesso) che passeggiando viene coinvolto nella passione.[124]
- Nel 2020 compare, interpretando sé stesso, nel film Tolo Tolo di Checco Zalone.
- Nel 2022 compare nel film Il filo invisibile nel ruolo di un sindaco.